# Luca Brasi
Luca Brasi is een personage in de roman van Mario Puzo's De Peetvader, evenals de 1972 filmaanpassing (gespeeld door Lenny Montana).

## In de roman
Luca Brasi is een van de persoonlijke lijfwachten van Don Vito Corleone. Brasi wordt afgebeeld als een bruut en traag van begrip, maar zijn meedogenloosheid en zijn trouw aan Don Corleone betekent dat hij zowel gevreesd als gerespecteerd is. Brasi heeft een donkere reputatie onder de onderwereld als een wrede moordenaar. Vito Corleone beschrijft Luca Brasi (en later Al Neri) als een man die leeft met een bord waarop staat 'kill me'. Hierdoor wil iedereen hem vermoorden, maar toch kan niemand het. Uiteindelijk vindt deze man iemand die hij niet wil doden, en vreest dat deze man degene zal zijn die hem zal vermoorden.
Bij het huwelijk van Vito's dochter, vertelt Michael Corleone zijn vriendin Kay Adams hoe Don Corleone zijn petekind, de zanger Johnny Fontane met zijn carrière hielp. Michael legt uit dat zijn vader naar Johnny's bandleider ging, om bij deze Johnny's contract, dat diens solocarrière in de weg stond, af te kopen. De bandleider weigerde het oorspronkelijke aanbod van $ 10.000. De volgende dag kwam Don Corleone met Luca Brasi. De bandleider tekende het contract binnen een uur voor een cheque van slechts 1000 dollar. Tot Kay's verbijstering vertelt Michael dat Luca Brasi een pistool tegen het hoofd van de bandleider hield, terwijl Don Corleone hem verzekerde dat of zijn hersenen of zijn handtekening op het contract terecht zouden komen.
Kort voor Vito Corleone wordt neergeschoten, is Brasi van plan om de rivaliserende gangster Virgil Sollozzo en de rest van de vijanden van de Don te ontmoeten en hen te laten denken dat hij niet tevreden is bij de Corleones. Brasi ontmoet dan Bruno Tattaglia, de zoon van Don Philip Tattaglia, een van de rivaliserende bazen van de Don. Sollozzo verschijnt, en nadat hij beloofd heeft vriendschap te sluiten en een baan te zullen aanbieden, grijpt hij een van Brasi's handen, terwijl Bruno Tattaglia de ander vasthoudt. Sollozzo steekt een mes in Brasi's hand en pint het aan de bar. Een huurmoordenaar wurgt hem dan van achteren. Luca Brasi's lichaam wordt vervolgens in de zee geworpen.
Later wordt een Siciliaans bericht naar de familie Corleone gestuurd. Het is een vis verpakt in Brasi's kogelvrije vest. Sonny Corleone vraagt verbaasd wat het betekent. Corleones caporegime Peter Clemenza legt uit: Het is een Siciliaans bericht. Het betekent dat Luca Brasi bij de vissen slaapt.
Sollozzo heeft Brasi gedood, omdat het de beste manier is om Vito Corleone te kwetsen. Wanneer Tom Hagen is ontvoerd door Sollozzo, waarschuwt hij voor de represailles van Brasi in reactie op Vito's dood, niet wetende dat Luca was gedood.
Het is genoemd in de roman en geïmpliceerd in de film dat Luca Brasi wel de enige man is die Vito Corleone vreest en vice versa.